# Ernst Buermeyer
Ernst Buermeyer (* 14. Dezember 1883 in Meesdorf; †  6. März 1945 in  Ostercappeln) war ein deutscher Pädagoge, Bürgermeister von Gildehaus und Politiker (DVP).

## Leben
Der evangelisch-lutherische Buermeyer wurde als Sohn eines Landwirts im Kreis Melle geboren. Von 1898 bis 1904 besuchte er in Osnabrück jeweils drei Jahre die Präparandenanstalt und das Lehrerseminar. Anschließend erhielt er seine erste Lehrerstelle in der Niedergrafschaft Bentheim, bevor er 1906 zur evangelischen Volksschule Gildehaus wechselte. Im November 1909 heiratete er die ortsansässige Landwirtstochter Dina Hermina Koonert. Aus der ehelichen Verbindung gingen zwei Töchter und ein Sohn hervor.
Buermeyer nahm nicht als Soldat am Ersten Weltkrieg teil, war jedoch 1914 freiwilliger Ausbilder der Gildehauser Jugendkompanie (Geländesport- und Schießausbildung), die 44 Jugendliche zählte. Seit der Novemberrevolution 1918 betätigte er sich politisch in der rechtsliberalen Deutschen Volkspartei (DVP), gründete die Ortsgruppe Gildehaus und wurde zu ihrem überregionalen Repräsentanten. Wahlredner Buermeyer verhalf der DVP 1919 in der Grafschaft Bentheim zu einem überproportionalen Wahlergebnis (21,7 %, reichsweit 4,4 %). Im September 1920 wurde der Lehrer zum ehrenamtlichen Gildehauser Bürgermeister gewählt.
In den Folgejahren zeichneten viele politische Aktivitäten sein Leben aus. Er engagierte sich im Grafschafter Kreislehrervereins (1919), gründete 1921 die genossenschaftliche Spar- und Darlehenskasse, kandidierte im selben Jahr bei den Kreistagswahlen und wurde, wie auch 1925, 1929 und 1933, auf Anhieb gewählt. Überdies trat er als Aktivist des örtlichen Kriegervereins hervor. Er engagierte sich im Gildehauser Turnverein, beim Gildehauser Schützenfest, war Initiator des örtlichen Verschönerungsvereins, setzte sich für die Aufforstung des kahlen Gildehauser Mühlenbergs („Bürgergarten“) ein, begründete den Ruf des Dorfes als „Perle der Grafschaft“ und kurbelte den Fremdenverkehr an.
Nach einem Zusatzstudium wurde Buermeyer 1927 Konrektor der evangelischen Volksschule. 1929 zog er als einer von zwei DVP-Abgeordneten des Regierungsbezirks Osnabrück in den hannoverschen Provinziallandtag ein, dem er bis 1933 angehörte. 1930 in den einflussreichen Kreisausschuss gelangt, legte er sein Kreistagsmandat nieder und fungierte bis 1933 als stellvertretender Landrat des Kreises Grafschaft Bentheim. Ziele seiner politischen Aktivitäten waren jetzt die Beschäftigung junger Arbeitsloser, die Verbesserung der regionalen Verkehrsinfrastruktur und die Baulandausweisung.

## Politik
Die relative Ruhe im Dorf Gildehaus änderte sich mit dem Zuzug des Arztes Josef Ständer, der seit 1925 der NSDAP angehörte und deren Kreisleiter er war. Es gab  zahlreiche Anlässe zur Konfrontation mit Buermeyer. Bei den Gemeinde-, Kreistags- und Provinziallandtagswahlen von November 1929 kandidierte Buermeyer unter dem Kennwort „Volksgemeinschaft“ gemeinsam mit dem verfolgten Arbeiterführer Heinrich Kloppers auf der „Einheitsliste Gildehaus“ und für die Provinziallandtagswahl auf der DVP-Bezirksliste. Ständer (NSDAP; „Wer deutsch denkt und fühlt, wer seine Kinder und Kindeskinder nicht dem internationalen Finanzkapital versklaven will: Wählt Liste 12“) wurde Kandidat der NSDAP für den Provinziallandtag. Buermeyer wurde gewählt und gehörte der zehnköpfigen DVP-Fraktion an, Ständer gelang nicht der Sprung in den Provinziallandtag. Über persönliche Animositäten zwischen den beiden hinaus wurde die parteipolitische Frontlinie sichtbar.
1931 feierte Buermeyer sein 25-jähriges Dienstjubiläum. Die kleine Textilindustrie des Dorfes war damals vom wirtschaftlichen Niedergang gekennzeichnet. Die politische Radikalisierung nahm zu und die Verlängerung der Reichsfernstraße 65 von Bentheim zur niederländischen Grenze politisch höchst umstritten. Insbesondere Landwirte und die NSDAP befürchten die vermehrte Einfuhr von billigerem holländischen Gemüse. Bei der offiziellen Einweihung  am 1. September 1932 wurde Buermeyer im Oldenzaaler Rathaus (NL) geehrt.
Die NSDAP-Kritik an Buermeyer nahm zu. Aus heiterem Himmel tauchten massive Anschuldigungen auf, bei der Finanzierung der Reichsfernstraße sei es nicht mit rechten Dingen zugegangen. Mit der Anfrage Nr. 483 des Osnabrücker NSDAP-Abgeordneten Hans Gronewalds, zugleich langjähriger NSDAP-Bezirksleiter und aktivster Parteiredner im Regierungsbezirk Osnabrück, im preußischen Landtag (Berlin) wurden Buermeyer schwere Vergehen vorgeworfen. Eine regelrechte Medienkampagne begann, in dem ihm Misshandlung von Schülern, Veruntreuung von Steuergeldern, Bestechung oder Verächtlichmachung von Personen vorgeworfen wurde. Im Dorf kam es unter Führung von Heinrich Kloppers zu größeren Pro-Buermeyer-Bürgerversammlungen. Handfeste Ausschreitungen zwischen dem Reichsbanner Schwarz-Rot-Gold und der Freien Gewerkschaft einerseits und der von Ständer angeführten Sturmabteilung (SA) andererseits folgten.
Die anschließende scheinbare Ruhe hielt nicht lange. Adolf Hitler übernahm im Januar 1933 die Macht und die nächsten Wahlkämpfe (Reichstagswahl 5. März 1933, Provinziallandtagswahl, Kreistagswahl, Gemeindewahl 12. März 1933) wurden im Dorf heftig geführt. Die SA-Standarte 62 machte unter Führung von Buermeyers Gegenspieler Ständer das Dorf zum Aufmarschgebiet. Unter „klingendem Spiel“ marschierten mehrfach hunderte herangekarrter auswärtiger SA-Männer durchs Dorf und verbreiteten bei den links eingestellten Textilarbeitern Angst und Schrecken.
Trotz massiven Drucks der NSDAP gelang es der „Einheitsliste Buermeyer“, die Gemeindewahl eindeutig zu gewinnen (72,3 %). Buermeyer wurde erneut und unter Hilfe der beiden NSDAP-Bürgervorsteher im Bürgermeisteramt bestätigt. Infolge der großen Verluste der DVP – die NSDAP besaß eine Hochburg in der Grafschaft Bentheim und gewann mit Ausnahme von Gildehaus fast alle bisherigen DVP-Wähler – zog diesmal nicht Buermeyer, sondern Ständer in den hannoverschen Provinziallandtag ein.
Am 31. März 1933 legte der beamtete Lehrer Buermeyer jedoch überraschend sein Amt nieder, da sich abzeichnete, dass seine Wahl aufgrund des Widerstands der NSDAP-Kreisleitung vom Landrat nicht bestätigt werden würde. Mit den Erlassen des preußischen Innenministers Hermann Göring zur „Beurlaubung sozialistischer Mitglieder in Gemeindevorständen und Deputationen“ und zur „Behebung von Mißständen in der gemeindlichen Verwaltung“ war es möglich, Buermeyer im Juli 1933 wegen der früheren Anschuldigungen erneut zur Diskreditierung des „Systems von Weimar“ und Betonung der Rolle der NSDAP als „Saubermann“ völlig zu demontieren. Diese Aufgabe übernahm jetzt sein Gegenspieler, der NSDAP-Kreisleiter Ständer. Er lud mit Hilfe seiner SA-Hilfspolizei Buermeyer vor, vernahm ihn nächtens in seinem Privathaus und drohte ihm mit Verhaftung.
Weil er angeblich noch Schriftstücke, die ihn entlasten sollten, von zu Hause holen wollte, gelang es Buermeyer noch in der Nacht, die grüne Grenze zu den Niederlanden mit seinem Fahrrad bei Bardel zu überqueren und nach Oldenzaal zu fliehen. Er fand Unterschlupf beim Druckereibesitzer Brüggemann, der 1934 auch den in die Niederlande geflohenen Jesuitenpater Friedrich Muckermann aufnahm und dessen Exil-Literatur verlegte. Die von  Brüggemann herausgegebene Zeitung Twentse Courant machte den Fall 1933 sofort in den Niederlanden und in Deutschland publik. Buermeyers Frau schickte Innenminister Göring ein verzweifeltes Telegramm, in dem sie davon sprach, dass Ständer ihren Mann zu Tode hetzen wollte.
Der Fall Buermeyer zog international weite Kreise. Die NSDAP ordnete eine parteiinterne Untersuchung an, bei der die politischen Verhältnisse in der Grafschaft Bentheim Gegenstand beleuchtet wurden. Der Lagebericht des Osnabrücker Regierungspräsidenten (10. September 1934) bescheinigte der Grafschafter NSDAP „unmögliche Zustände“: „Die Bürgermeisterfrage in Gildehaus hat auch eine gewisse außenpolitische Bedeutung insofern, als die Absetzung des früheren, in politischer Hinsicht unbedingt einwandfreien Bürgermeisters Buermeyer im benachbarten Holland, wo er in hohem Ansehen stand, starke Kritik ausgelöst hat.“
Der ins Ausland geflohene Buermeyer kehrte nach Deutschland zurück, meldete sich krank und musste aufgrund der Hetzkampagne gegen ihn nervenärztlich betreut werden. Der ehemalige Bürgermeister hatte die Gemeinde zu verlassen und zog nach Bad Rothenfelde. Um den Druck auf ihn zu mildern, trat er am 1. Oktober 1933 in den Nationalsozialistischen Lehrerbund (NSLB) ein. Das vom NSDAP-Kreisleiter angestrengte Verfahren gegen ihn wurde 1934 – wie bei allen NS-Korruptionsvorwürfen gegen Vertreter des „Weimarer Systems“ in der Region – eingestellt. Regierungspräsident Eggers (NSDAP) sah durch die Gleichschaltung Buermeyers das „Ansehen des neuen Staates“ stark beschädigt.
Am 25. November 1937 beantragte der wieder als Lehrer tätige Buermeyer die Aufnahme in die NSDAP und wurde rückwirkend zum 1. Mai desselben Jahres aufgenommen (Mitgliedsnummer 5.451.210). Während des Krieges gab er Luftschutzkurse. Schwer an Krebs erkrankt, wurde er 1945 als Insasse eines Osnabrücker Krankenhauses ausgelagert und starb in Ostercappeln.

## Ehrungen
- 1946 ehrte ihn die Gemeinde Gildehaus mit einem Gedenkstein.[3]
- Zudem wurde eine Straße nach ihm benannt.